# Albibarbefferia marginata
Albibarbefferia marginata là một loài ruồi trong họ Asilidae. Albibarbefferia marginata được Bellardi miêu tả năm 1861.